# Ambrus Balázs
Ambrus Balázs születési nevén: Hermann Károly (Mátészalka, 1887. október 16. – Szabadka, 1941. december 17.) költő, kritikus, orvos

## Élete
1887. október 16-án született Szatmár vármegyében, Mátészalkán.
Középiskoláit Nagykárolyban végezte, majd Budapesten folytatta tanulmányait, itt szerzett orvosi diplomát1910-ben, és a bécsi, berlini és párizsi klinikákon képezte tovább magát.
1914-ben Szabadkára ment orvosnak, 1918-ban pedig már városi tisztiorvos lett. Elismert szaktekintély volt, aki több előadást tartott külföldi orvosi kongresszusokon, tanulmányai a külföldi szaklapokban s megjelentek.
Szakcikkei mellett szépírással is foglalkozott. Versei az I. világháború előtt a Hét, Vasárnapi Ujság, Népszava, Pesti Napló, Szegedi Napló hasábjain jelentek meg.
Önálló verseskötete Koszorú címmel 1918-ban Budapesten jelent meg.
A világháború után, 1924-ben a Dettre-Radó szerkesztésében megjelenő Vajdasági magyar írók Almanachjában, ugyancsak 1924-ben a Bácsmegyei Napló Almanachjában versfordításai jelentek meg, ezen kívül 1928-ban szerepelt a Kéve című vajdasági versantológiában, ugyancsak 1928-ban a Vagyunk című almanachban, 1929-ben a Bácsmegyei Napló Almanachjában is és az 1930-ban Vajthó László szerkesztésében megjelenő Mai Magyar Múzsa is közölte verseit.

## Művei
- Koszorú (verseskötet, Budapest, 1918.)